# Propafenona
La propafenona (denominació química 1-[2-[2-Hidroxi-3-(propilamino)propoxi]fenil-3-fenil-1-propanona) és una molècula orgànica utilitzada com a fàrmac per prevenir i tractar trastorns del ritme cardíac com taquicàrdies o arrítmies ventriculars. El nom comercial del medicament és Rytmol o Rytmonorm i es presenta en forma de comprimits, de solucions injectables intravenoses i infusions intravenoses d'hidroclorur de propafenona.

## Propietats farmacològiques
La propafenona s'administra via oral, això implica que la biodisponibilitat absoluta depèn de la fórmula farmacèutica i de la dosi administrada, o sigui que més dosi implica major biodisponibilitat, que també augmenta si l'administrem en forma de dissolució en lloc de pastilles. Així que la biodisponibilitat absoluta és de 3,4% i 10,6% en pastilles de 150 mg i 300 mg respectivament, mentre que és del 21,4% en una dissolució de 300 mg.
Després de l'administració oral és metabolitzada a nivell hepàtic (5% en 150 mg i 15% en dosis de 300 mg). És absorbida quasi en la seva totalitat; hi ha un pic de concentració a nivell plasmàtic al cap d'unes tres hores aproximadament.
La propafenona presenta un grau d'unió a proteïnes de la membrana plasmàtica d'aproximadament un 80-90%, sobretot té molta afinitat per les bombes ràpides de sodi, les quals són bloquejades, produint així una disminució de la velocitat de transmissió de l'impuls nerviós que comporta l'estabilització de les membranes de les fibres del miocardi (aurícules i ventricles), un efecte anestèsic local (per això la propafenona es considera un antiarrítmic de tipus Ic) a més d'un augment del llindar de l'excitació diastòlica i augment de la durada del període refractari absolut (evita tenir cèl·lules excitades durant més temps). A més la propafenona té una acció β-adrenèrgica.
L'eliminació del fàrmac està determinada genèticament segons 2 patrons. Un 90% de la població, anomenats metabolitzadors forts, biotransformen la propafenona en 2 metabòlits actius la 5-hidroxipropafenona (propietats antiarítmiques més fortes que la pròpia propafenona) i la N-dipropilpropafenona; la vida mitjana en aquest cas és de 2 a 10 hores. L'altre grup (metabolitzadors lents) o no creen la 5-hidroxipropafenona o ho fan en quantitats insignificants, això implica un metabolisme més lent i, per tant, una vida mitjana de 10 a 32 hores. No obstant, si la persona pateix insuficiència hepàtica greu la vida mitjana s'allargarà encara més.
Només un 10% de la dosi administrada s'utilitza, ja que el percentatge restant s'elimina en forma de metabòlits a partir de l'orina (18%-38%) i dels excrements (53%).

## Efectes secundaris
S'ha observat en estudis clínics i vigilància posterior que el tractament amb propafenona pot comportar efectes secundaris. Tot i que el perfil toxicològic d'aquest fàrmac és força similar a la resta d'antiarrítmics de tipus Ic, s'observa que els efectes adversos apareixen amb menys freqüència però poden ser importants, ja que es calcula que aproximadament el 20% dels pacients tractats es veuen obligats a abandonar el tractament. Els efectes adversos més característics són, segons la freqüència:
- Freqüentment (entre un 10 i un 25%): mareigs, alteracions del gust, nàusees, vòmits, estrenyiment i bloqueig cardíac.

- Ocasionalment (entre un 1 i un 9%): alteracions cardiovasculars (alteracions de la conducció cardíaca, angina de pit, insuficiència cardíaca, palpitacions, taquicàrdia ventricular), alteracions digestives (dispèpsia, sequedat de la boca, diarrea, flatulència), ansietat, trastorn del son, dolor abdominal, visió borrosa, dispnea, cefalea, astènia, disgèusia i tinnitus.

- Rarament (menys d'un 1%): icterícia colestàtica, vertigen, hipotensió, hepatitis, agranulocitosi i trombocitopènia.

- Excepcionalment (molt menys d'un 1%): lupus eritematós sistèmic amb títols positius d'anticossos antinuclears.

En el cas que un pacient desenvolupi un test positiu d'anticossos antinuclears, s'ha de suspendre immediatament el tractament.

## Contraindicacions i precaucions
La propafefona té contraindicacions en aquelles persones que tenen al·lèrgia a aquesta substància, és a dir, que tenen hipersensibilitat a l'hidroclorur de propafenona o a algun excipient present en el medicament. Tampoc es recomana a les persones amb situacions següents:
- Síndrome de Brugada.
- Malalties broncoespàstiques (asma bronquial o EPOC, entre d'altres).
- Una malaltia cardíaca estructural significativa com:

1. Incident d'infart de miocardi en els últims tres mesos.
2. Insuficiència cardíaca congestiva no controlada on la fracció d'ejecció del ventricle esquerre sigui inferior al 35%.
3. Shock cardiogènic (sempre que no sigui causat per arrítmia).
4. Bradicàrdia simptomàtica greu.
5. Presència de disfunció del nòdul sinusal, defectes de la conducció auricular, bloqueig auriculoventricular de segon grau o major, bloqueig distal en absència d'un marcapassos ventricular artificial.
6. Hipotensió severa.
7. Història d'arrítmia de tipus Ic-induïda.

- Trastorns de l'equilibri electrolític (per exemple alteracions del metabolisme del potassi).
- Malaltia pulmonar obstructiva greu.
- Miastènia gravis.

Seguidament, cal destacar que és necessari que tots els pacients tractats amb propafenona siguin avaluats clínicament i amb un electrocardiograma abans i durant el tractament per determinar si la resposta a la propafenona permet el tractament continu.
Per altra banda, és important saber que hi ha diversos subgrups poblacionals a tenir en compte en l'ús de la propafenona. Es recomana un especial control clínic en pacients amb hipotensió, insuficiència cardíaca, infart de miocardi recent o taquicàrdia ventricular, entre d'altres. A més a més, els pacients amb un marcapassos intracavitari poden requerir una reprogramació d'aquest d'acord amb la duració del tractament, ja que la propafenona pot augmentar el llindar d'excitació de l'endocardi i produir altres alteracions.
En el cas dels pacients amb obstrucció de les vies respiratòries també s'ha d'anar amb precaució, ja que la propafenona podria empitjorar l'obstrucció per l'efecte β-adrenèrgic. De la mateixa manera, pot agreujar la miastènia gravis.
En pacients amb disfunció hepàtica o renal, s'ha d'administrar amb precaució, ja que es metabolitza al fetge i un percentatge important dels metabòlits s'eliminen per l'orina.
És important destacar que en dones embarassades no es pot usar, ja que es té coneixement sobre el pas de la propafenona per la barrera placentària en humans. Es recomana que s'aturi la lactància quan es tracta la mare.
No es recomana la conducció de vehicles ni el maneig de maquinària perillosa o de precisió durant les primeres setmanes de tractament, ja que la visió borrosa, el mareig, la fatiga i la hipotensió postural poden afectar la velocitat de reacció del pacient i les seves habilitats per a operar maquinària.

## Posologia
Les dosis de propanona s'han d'ajustar per cada cas concret i s'han d'establir amb monitoratge electrocardiogràfic (ECG) i de la pressió arterial.
Normalment, en adults, les dosis solen ser de 150mg per cada vuit hores o de 300mg cada dotze. En iniciar el tractament, s'ha de començar ingerint la mínima dosi possible de propafenona, i aquesta pot ser augmentada cada tres o quatre dies, sempre sota control mèdic de la pressió arterial i de l'electrocardiograma. La dosi màxima a la que pot arribar una persona adulta és de 900mg per dia i en el cas dels ancians a 150mg per dia.
Si aquest medicament és administrat a través d'injeccions, aquestes han de ser administrades durant un període d'entre tres i cinc minuts i han de passar com a mínim de 90 a 120 minuts entre una injecció i una altra. Si en l'ECG del pacient es detecta una prolongació de l'interval QRS (corrent elèctric que causa la contracció dels ventricles drets i esquerra) o del QT (temps que transcorre des de l'estimulació elèctrica dels ventricles del cor fins a la “recàrrega” del sistema) corregit per la freqüència de més del 20%, s'ha d'aturar el tractament immediatament.
En el cas d'administrar hidroclorur de propafenona en infusió intravenosa lenta, s'administra d'1 a 0.5 mg per minut durant unes tres hores i en una solució de glucosa del 5%. També es pot tractar amb infusions intravenoses prolongades, amb les que la dosi és de 560mg per dia i la solució també conté glucosa o fructosa al 5%. S'ha d'evitar utilitzar solucions fisiològiques de clorur de sodi, ja que podria provocar precipitacions.
En cas d'insuficiència renal o hepàtica, s'han de prendre precaucions a l'hora d'administrar propafenona, ja que hi ha risc que hi hagi acumulació després que la dosi terapèutica sigui administrada. Es recomana que els pacients que pateixin aquestes dues malalties comencin a tractar-se amb dosis de 150mg al dia.

## Sobredosi
Els símptomes miocardíacs de la sobredosi de propafenona es manifesten com a alteracions de la gènesi i la conducció d'estímuls cardíacs, com la prolongació de l'interval PQ, la supressió de l'automatisme del nòdul sinusal o la taquicàrdia ventricular. La reducció de la contractilitat (efecte inotròpic negatiu) pot provocar hipotensió que, en casos greus, pot provocar el shock cardiovascular.
A més a més d'aquests símptomes cardíacs, també poden aparèixer freqüentment cefalea, mareig, visió borrosa, tremolor, parestèsia, somnolència, nàusees, estrenyiment, sequedat de la boca i fins i tot convulsions. En intoxicacions greus es pot arribar al coma i parada respiratòria. S'ha notificat la mort en casos extrems.
El tractament de les sobredosis s'efectua mitjançant el monitoratge i la correcció dels paràmetres vitals del pacient. També s'utilitza la desfibril·lació i la infusió de dopamina i isoprenalina per al control del ritme i de la pressió arterial. Quan es presenten convulsions, aquestes s'alleugen amb diazepam intravenós.

## Interacció amb altres medicaments
Hi ha certs fàrmacs que en contacte amb la propafenona provoquen reaccions inesperades:
Hi ha fàrmacs que produeixen increments dels nivells de propafenona, aquests són, per exemple, la quinidina, eritromicina i el suc de pomelo. Un augment dels nivells de propafenona pot afavorir l'aparició d'efectes secundaris i situacions adverses per a l'individu.
Quan es pren la propafenona juntament amb una dosi de lidocaïna, pertanyent al grup de fàrmacs anomenats anestèsics locals, s'observa l'aparició de reaccions adverses en el sistema nerviós central.
Quan el tractament d'hidroclorur de propafenona es combina amb l'amiodarona, un fort agent antiartítmic, pot comportar anomalies potencialment aritmogèniques, ja que la unió dels dos fàrmacs antiarrítmics accentua el mecanisme d'acció d'ambdós.
La propafenona en contacte amb fàrmacs antidepressius com ara els inhibidors selectius de la recaptació de la serotonina (ISRS), per exemple la fluoxetina i la paroxetina, poden fer aparèixer nivells plasmàtics de propafenona elevats.
Quan s'administra la propafenona amb anestèsics locals o altres fàrmacs amb efectes inhibidors sobre la freqüència cardíaca, aplicats per exemple en intervencions quirúrgiques, pot produir un increment de les reaccions adverses de propafenona.
La propafenona en contacte amb β-adrenèrgics com la warfarina, que és un medicament anticoagulant, provoca un increment de la presència de la propafenona.

## Patent del medicament
La patent de la propafenona, amb nom comercial Rytmol, actualment pertany als Laboratoris Abbott de Mèxic, S.A., amb adreça Liberty Corner, N.J. El número de registre del producte és 079M82, SSA IV. La patent de la propafenona pertanyia anteriorment a Knoll Pharma, però l'any 2001 Abbott va comprar Knoll.

## Estereoquímica
Propafenona conté un estereocent i està format per dos enantiòmers. Es tracta d'un racemate, és a dir, una barreja 1: 1 de ( R ) - i el ( S ) - forma:
| Enantiòmers de propafenona | Enantiòmers de propafenona |
| -------------------------- | -------------------------- |
| CAS-Nummer: 107381-31-7    | CAS-Nummer: 107381-32-8    |